# Ломуватка
Ломуватка — селище в Україні, у  Кадіївській міській громаді Алчевського району Луганської області. Населення становить 920 осіб. Орган місцевого самоврядування — Южно-Ломуватська селищна рада.
Знаходиться на тимчасово окупованій території України.

## Географія
Селище стоїть на правому березі річки Ломуватка. Найближчі населені пункти: селища Южна Ломуватка на південному заході, Червоний Прапор на півдні, Глибокий на північному сході, селище Ганнівка (нижче за течією Ломуватка) на півночі, місто Зоринськ на південному сході.

## Історія
За даними на 1859 рік у власницькому селі Анненське (Ломуватка) Слов'яносербського повіту Катеринославської губернії мешкало 493 особи (270 чоловіків та 223 жінки), налічувалось 86 дворових господарств, існувала православна церква, відбувалось 3 щорічних ярмарки.
Станом на 1886 рік у колишньому власницькому селі Анненське (Ломуватка) Оленівської волості, мешкало 489 осіб, налічувалось 76 дворів, існувала лавка, відбувалось 3 щорічних ярмарки.
На початок 1908 рік населення зросло до 593 осіб (339 чоловічої статі та 254 — жіночої), 124 дворових господарства.
Відповідно до Розпорядження Кабінету Міністрів України від 12 червня 2020 року № 717-р «Про визначення адміністративних центрів та затвердження територій територіальних громад Луганської області» увійшло до складу Кадіївської міської громади.